# سترولين
ستروّلين (بالألمانية: Strohwilen) هي قرية وبلدية سابقة في كانتون أرجاو في سويسرا.
في عام 1995 تم دمج البلدية مع غيرها من البلديات المجاورة: أملايكون، بيسيج وكريسنبيرج لتشكيل بلدية جديدة أكبر هي: أمليكون-بيسغ.